# Pietro Siciliani
Pour les articles homonymes, voir Siciliani.
Pietro Siciliani, né le 19 septembre 1832 à Galatina et mort le 28 décembre 1885 à Florence est un pédagogue, philosophe et médecin italien.

## Biographie
Il est le fils d'un commerçant en fourrures. Après avoir étudié au séminaire d'Otrante, il fréquente le Collège des Jésuites de Lecce (1850-55) et de 1856 à 1857, le Collège médico-chirurgical (Collegio medico-cerusico) de Naples, d'où il s'enfuit après avoir été dénoncé à la police des Bourbons en raison de de ses sympathies libérales.
À Pise, en 1859, il obtient son diplôme de médecine et de chirurgie sous la direction de Cesare Studiati, et entame une fructueuse collaboration avec le médecin-philosophe Francesco Puccinotti (1794-1872), qui a une grande influence sur ses études philosophiques. En Toscane également, il se lie avec certaines personnalités de la culture du XIXe siècle : Silvestro Centofanti, Filippo Pacini, Gino Capponi et Maurizio Bufalini, entre autres.
Suivant sa vocation, il s'oriente vers la philosophie et obtient, en 1862, la chaire de philosophie spéculative et morale au Lycée Royal Dante Alighieri de Florence, où il enseignera jusqu'en 1868.
En 1864, il épouse à Florence la lettrée et philanthrope Cesira Pozzolini (1839-1914). Nièce du sénateur Vincenzo Malenchini, elle appartient à une famille aux idées unitaires et libérales. Sa mère, Gesualda Malenchini, inspectrice des écoles de filles de Florence et fondatrice d'une école rurale gratuite pour les enfants des agriculteurs de la petite ville de Bivigliano, a été la première femme à avoir porté le drapeau tricolore à Florence lors des soulèvements de 1848 et son frère Giorgio Pozzolini avait combattu dans les grandes batailles du Risorgimento aux côtés de Giuseppe Garibaldi et Nino Bixio. De cette union naît, en 1866, le futur consul Vito Siciliani, comte de Morreale (1866-1940).
Durant cette période, il est initié à la franc-maçonnerie dans la loge florentine La Concordia (1867) .
En 1867, il est nommé professeur extraordinaire de philosophie théorique à Bologne par le ministre Cesare Correnti et chargé de l'enseignement de la pédagogie. Puis, en 1879, il devient professeur titulaire de la même discipline à l'Université de Bologne où il tient aussi le second enseignement italien de sociologie théorique. C'est là qu'il se lie d'amitié avec le poète Giosuè Carducci, lui aussi universitaire à Bologne, et qu'il entre en contact avec Francesco Fiorentino et Bertrando Spaventa.
De 1868 à 1869, il est codirecteur de la « Rivista bolognese di scienze, lettere, arti e scuole » avec Francesco Fiorentino, Cesare Albicini et Enrico Panzacchi. Il abandonne la direction éditoriale en raison de différends survenues au sein de la rédaction, probablement générés par l'approche éclectique que Siciliani entend donner au magazine en contraste avec l'orientation idéaliste souhaitée par Fiorentino.

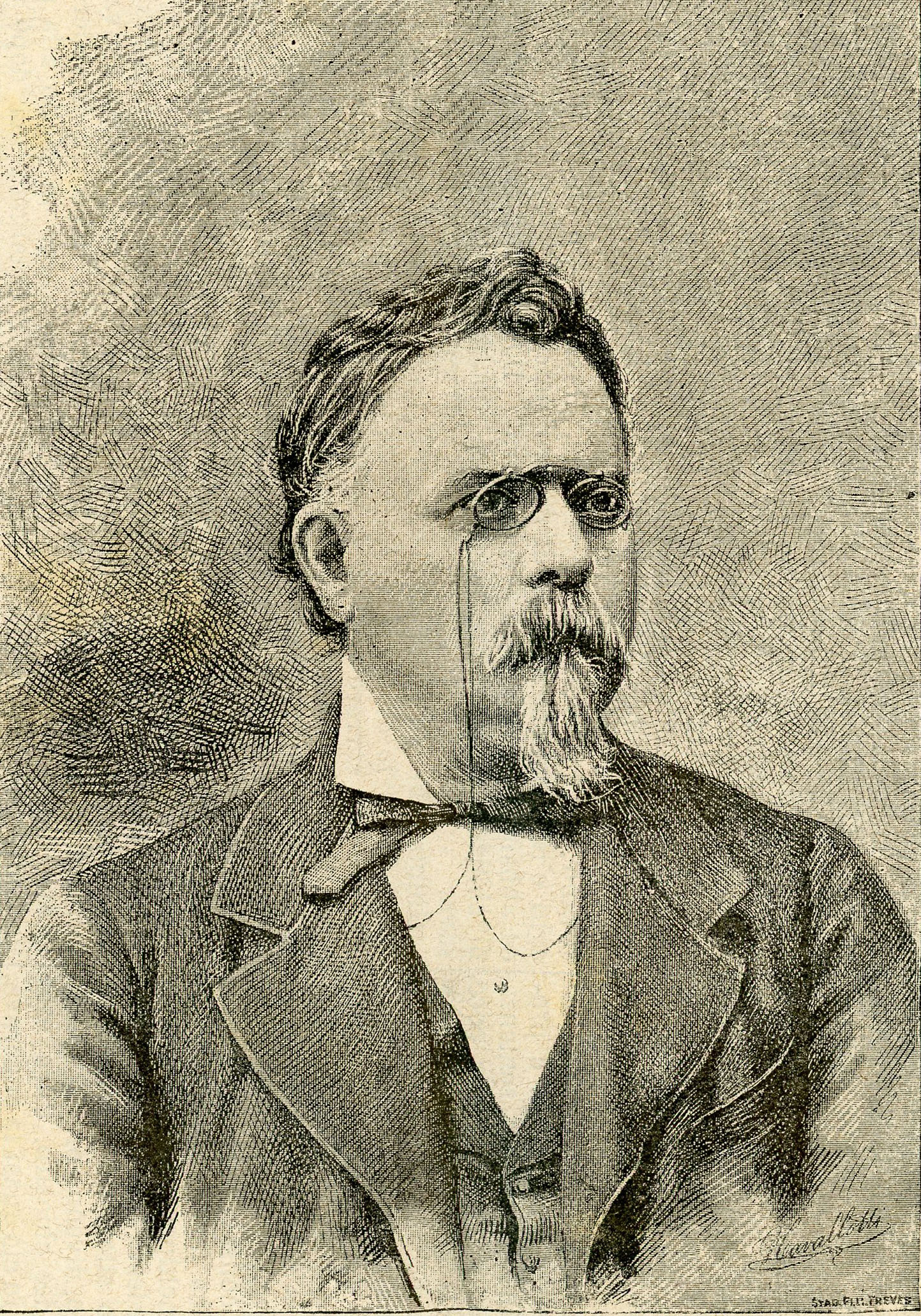
Pietro Siciliani (gravure extraite de L'illustrazione popolare, Milan, 1886).

À Bologne, il fonde un centre d'études pédagogiques contribuant à élever la pédagogie au rang de science. Étant un ardent défenseur de la valorisation de la personne, son action éducative vise à permettre aux élèves de conquérir leur liberté et leur caractère moral, à travers l'intervention de la famille et de la société. Une autre de ses idées fondamentales est le principe de l'autodidactique qui, sans exclure l'action de l'éducateur, met au premier plan le rôle principal du sujet à éduquer. À sa mort, survenue en 1885, il reçoit des honneurs et des marques d'estime de nombreux savants européens et américains, tandis qu'en Italie, sa renommée est éclipsée par des jugements négatifs, exprimés en premier lieu par Giovanni Gentile qui voit en lui un représenant du positivisme bien qu'autonome . L'influence de Vico sur sa pensée a été récemment réévaluée.
Il est le dédicataire de la Bibliothèque civique de Galatina, dans laquelle est conservé le « Fonds sicilien », sa collection de livres offerts à la bibliothèque par son épouse. Le Lycée socio-psychopédagogique de Lecce et l'Institut pénal pour mineurs de Bologne sont également dédiés à Pietro Siciliani.
Il est inhumé au cimetière des Portes Saintes à Florence.

## Pensée philosophique
La pensée de Siciiani, dont la formation est giobertienne, se rapproche de celle du Vico des années florentines, en ce qu'elle tend vers une philosophie intermédiaire, appelée la « troisième voie ». Celle-ci effectue une synthèse entre disciplines opposées et différentes. De son point de vue, toute pensée contient à la fois du bien et des exagérations. La méthode de la pensée « médiane » sera donc de sauvegarder ce qu’il y a de bon dans une école de pensée pour en rejeter les abstractions et les exagérations.
Avec son ouvrage de 1876 La Critique de la philosophie zoologique du XIXe siècle, Siciliani fait son entrée dans un débat européen plus vaste. Il recueille à cette occasion les opinions favorables de savvants illustres de plusieurs pays. Parallèlement, il explore et apporte sa contribution spéculative aux nouvelles disciplines qui, dans ces années-là, se déplacent à la recherche d'une identité épistémologique : la sociologie ( Socialisme, darwinisme et sociologie moderne, 1879 ; Théories sociales et socialisme, 1880) et la psychologie ( Prolégomènes à psychogénie moderne, 1878, traduit en français par Alessandro Herzen sous le titre Prolègoménes a la psychogénie moderni, 1879).

## Congrès pédagogiques
À partir de 1880, le ministre Francesco De Sanctis confie à Siciliani la présidence de divers congrès pédagogiques qui se tiennent à Florence (1880), Venise (1881), Gênes (1882) et  Milan (1883). En 1880 Siciliani préside la première session du XIe Congrès Pédagogique Romain. Ces expériences le portent à des remaniements en profondeur de la pédagogie, pour lui donner une orientation scientifique, positiviste et largement laïque, comme l'attestent ses ouvrages Révolution et pédagogie moderne de 1882 et Science dans l'éducation, de 1881.

## Œuvres
- Introduzione alla filosofia delle scienze naturali e storiche (Firenze, 1861);
- Il metodo numerico e la statistica in medicina (Firenze, 1861);
- Della legge storica e dell'odierno momento filosofico e politico del pensiero italiano (Firenze. 1862);
- Della libertà ed unità organica dell'insegnamento filosofico nei licei e nelle università (Firenze, 1863);
- Della fisiologia e delle lezioni fisiologiche sperimentali del prof. Maurizio Schiff (Pisa, 1863);
- Su la storia della medicina di Francesco Puccinotti (Firenze, 1864);
- Sommario delle conferenze di filosofia secondo i principi metafisici di G. B. Vico (Firenze, 1864);
- Il triumvirato nella storia del pensiero italiano, ossia Dante, Galileo e Vico (Firenze, 1864);
- Ai popoli salentini e al gonfalone di Galatina un saluto e un augurio (Firenze, 1865);
- Del criterio filosofico nell'arte di scrivere e negli studi critici storici e bibliografici (Bologna, 1868);
- Critica del positivismo (Bologna, 1868);
- Sulle fonti storiche della filosofia positiva in Italia; 1-Galileo Galilei (Bologna, 1868)
- Gli hegeliani in Italia (Bologna, 1868);
- La condanna del positivismo (Bologna, 1868);
- Della pedagogia positiva e della scienza dell'educazione in Italia (Bologna, 1869);
- Su la scienza dell'educazione (Bologna, 1870);
- Sul rinnovamento della filosofia positiva in Italia (Firenze, 1872);
- La critica sulla filosofia zoologica del sec. XIX (Napoli, 1876);
- Prolegomeni alla moderna psicogenia (Bologna, 1878);
- Socialismo, darwinismo e sociologia moderna (Bologna, 1879);
- La scienza dell'educazione nelle scuole italiane come antitesi alla pedagogia ortodossa (Bologna, 1879);
- Teorie sociali e socialismo (Firenze 1880);
- Dei massimi problemi della pedagogia moderna (Roma, 1880);
- Su l'insegnamento religioso ai bambini secondo i dettami della filosofia scientifica (Firenze, 1880);
- Riforma nello insegnamento della pedagogia (Torino, 1881);
- Della pedagogia scientifica in Italia (Milano, 1881);
- Rivoluzione e pedagogia moderna (Torino, 1882);
- Storia critica delle teorie pedagogiche e sociali (Bologna 1882);
- Fra vescovi e cardinali (Roma 1882);
- Rivoluzione e pedagogia moderna (Torino 1882);
- La scienza nell'educazione secondo i principi della sociologia moderna (Bologna, 1884);
- Rinnovamento e filosofia internazionale (Bologna, 1884);
- La nuova biologia (Milano, 1885)
- Le questioni contemporanee e la libertà morale nell'ordine giuridico (Bologna, 1889)